# Бильче (Ровненская область)
Бильче (укр. Більче) — село в Боремельской сельской общине Дубенского района Ровненской области Украины.
До 2020 года входило в Демидовский район.
Население по переписи 2001 года составляло 252 человека. Почтовый индекс — 35212. Телефонный код — 36-37. Код КОАТУУ — 5621484006.

## Известные уроженцы
- Полищук, Валериан Львович (1897—1937) — украинский писатель, поэт, критик, публицист.

## Достопримечательности
- В селе находится действующий Дмитриевский храм Ровенской епархии ПЦУ.